# Schizonycha montana
Schizonycha montana är en skalbaggsart som beskrevs av Hermann Julius Kolbe 1910. Schizonycha montana ingår i släktet Schizonycha och familjen Melolonthidae. Inga underarter finns listade i Catalogue of Life.